# Georg Ferdinand von Bentheim
Georg Ferdinand von Bentheim né le 11 janvier 1807 à Soldau et mort le 23 octobre 1884 à Wiesbaden est un général d'infanterie (General der Infanterie) prussien.

## Biographie

### Famille
Il est le fils du général de division prussien Wilhelm von Bentheim (de) et de sa femme Dorothea Constance, née Holst (1794-1849).
Bentheim se marie le 24 juillet 1846 à Königsberg avec Adelheid Friederike Gottliebe von Proeck (de) (1825–1904). Le mariage donne une fille, qui épouse le lieutenant général prussien Walther von Ingersleben (1859–1940) et deux fils, Oskar (1848–1907) et Alfons.

### Carrière militaire

#### Officier du corps des cadets de Kulm
Bentheim rejoint le 8 avril 1824 le corps des cadets de Culm au 1er régiment de grenadiers de la Garde à Berlin puis est promu sous-lieutenant le 14 novembre 1825. Le 18 avril 1840, il est promu premier lieutenant (Premierleutnant). À la suite de sa promotion au grade de capitaine le 13 avril 1847, il commande une compagnie. Il participe à ce titre à la campagne de 1848 contre le Danemark dans les duchés de l'Elbe. Pour avoir participé aux batailles de Skrydstrup et au raid d'Aabenraa, il reçoit l' Ordre de l' Aigle Rouge (4e classe avec épées).
En 1849, il participe à la répression du soulèvement de mai à Dresde. Le 11 mai 1852, il devient major et commandant en second du 2e bataillon du 4e  régiment du Landwehr et est transféré à Coblence.
Le 5 juin 1856, il est de nouveau transféré au 1er régiment de grenadiers de la Garde à Berlin. Le 9 avril 1857, il est promu au rang de lieutenant-colonel et le 31 mai 1859 à celui de colonel. Le 14 juin de la même année, il devient commandant du 2e régiment à pied de la Garde (2. Garde-Regiment zu Fuß).

#### Guerre des Duchés
Le 17 décembre 1863, Bentheim prend la direction de la 27e brigade de la 14e division d'infanterie. Pendant la guerre des Duchés, il prend aussi le commandement de la brigade mobile de grenadiers de la division d'infanterie le 22 janvier 1864. Avec ses troupes, il participe à diverses batailles dans le Jutland et à l'assaut du Düppeler et est décoré de la croix de Commandeur de l'Ordre de Léopold puis promu en juin 1864 au grade de Generalmajor. Le 17 décembre 1864, il reste avec les troupes prussiennes dans le Schleswig en tant que commandant de la 1re brigade d'infanterie combinée.

#### Guerre austro-prussienne de 1866
Lorsque la guerre austro-prussienne éclate en 1866, Bentheim reçoit le commandement de la 1re Division combinée de Landwehr de l'armée principale pour la Bohême. À part une petite bataille d'avant-poste à Aussig, il n'y a pas eu d'engagement militaire. Après son retour à la maison, il est nommé le 17 septembre 1866 commandant de la 1re division d'infanterie à Königsberg. Le 20 septembre, il en est promu lieutenant général.

#### Guerre de 1870-1871
Pendant la guerre de 1870 contre la France, il dirige la division de la Prusse orientale pour le 1er corps d'armée à travers la frontière française en août et prend part au siège de Metz. Au cours de la bataille de Noiseville le 31 août, sa brigade se tient dans le champ principal d'attaque de l'armée du Rhin. Après la chute des fortifications de Metz, les troupes de Bentheim se déplacent vers la Somme et avancent vers Rouen.
Le 20 octobre 1870, il prend la direction du 1er corps d'armée à la place de von Manteuffel, qui est nommé commandant général de la 1re armée. Bentheim gagne les deux classes de la Croix de fer et de l'ordre Pour le Mérite. En juillet 1871, il est nommé gouverneur de Metz.
Bentheim est mis en disponibilité le 8 mars 1873 avec le grade de général d'infanterie. En même temps, Wilhelm I lui décerne l'Ordre de la Couronne, première Classe.
Il passe les dernières années de sa vie à Wiesbaden, où il meurt d'une crise cardiaque en 1884.